# Casbia celidosema
Casbia celidosema là một loài bướm đêm trong họ Geometridae.